# Chanmina
Chanmina (ちゃんみな?, Chan mina), pseudonimo di Mina Otomonai (乙茂内 美奈?, Otomonai Mina; Corea del Sud, 14 ottobre 1998), è una rapper e cantante sudcoreana naturalizzata giapponese.

## Biografia
Nata in Corea del Sud da madre sudcoreana e padre giapponese. Ha studiato pianoforte, balletto, danza e canto fin da piccola, viaggiando sempre tra Giappone, Sud Corea e Stati Uniti, di fatto, parla tre lingue, l'inglese, giapponese e coreano. Scrive da sola le sue canzoni, e crea le coreografie dei suoi video. È chiamata da molti fan e anche dal suo staff "Nerima's Beyoncé" dato che è dotata di una grande potenzialità canora.
Le canzoni Miseinen con la partecipazione della cantante Meshi e Princess prodotte al secondo anno di liceo sono state molto apprezzate e hanno attirato molta attenzione. Il suo maggiore debutto è avvenuto con la pubblicazione del terzo singolo Fxxker nel febbraio 2017. Lady e Chocolate hanno raggiunto il 1º posto nella classifica iTunes HIP HOP / RAP e il 1º posto su LINE MUSIC, e il video musicale di Chocolate ha ottenuto in poco tempo molte visualizzazioni su YouTube.
Nel settembre 2018 firma un contratto con la casa discografica Warner Music Japan. Il primo singolo Doctor, pubblicato nello stesso mese ha raggiunto il secondo posto su LINE MUSIC e ha ricevuto elogi nazionali e internazionali per i suoi testi satirici e la coreografia unica. Nel novembre dello stesso anno, ha pubblicato Pain is beauty, che descrive i suoi sentimenti poco prima di compiere 20 anni.
Nel 2019 ha pubblicato I'm a Pop, che ha provato a cantare per la prima volta sia in giapponese, inglese e coreano, e si è esibita nel primo tour della sua carriera. Nell'aprile dello stesso anno è diventata la prima artista solista donna in Giappone a firmare una sponsorizzazione con Monster Energy, e nel maggio dello stesso anno è stata la prima artista giapponese ad apparire nella versione asiatica di Yo! MTV Raps prodotto da MTV Asia. Nell'agosto dello stesso anno viene pubblicato il secondo album in studio Never Grow Up che raggiunge il primo posto nella classifica degli album di LINE MUSIC, e su iTunes e Apple Music raggiunge il terzo posto.
Nel 2025 Chanmina firma un contratto con Sony Music Japan Label Mastersix Foundation per distribuire la sua discografia sotto la sua etichetta personale chiamata No Label. 
Ha anche formato un gruppo femminile di cinque ragazze, chiamato Hana attraverso il programma di audizioni No No Girls e firmate sotto la sua nuova etichetta.

## Vita privata
Il 7 luglio 2024 ha annunciato la gravidanza del loro primo figlio e il matrimonio con il sudcoreano Ash Island. Il 1º novembre ha dato alla luce la sua prima figlia.

## Discografia

### Album in studio
- 2017 – Miseinen
- 2019 – Never Grow Up
- 2021 – Harenchi
- 2023 – Naked

### Album dal vivo
- 2023 – Arena of Diamonds (Live)

### EP
- 2017 – Chocolate
- 2020 – Note-book-Me.-
- 2020 – Note-book-u.-

### Singoli
- 2016 – Miseinen (feat. Messhi)
- 2016 – Princess
- 2017 – Fxxker
- 2017 – Lady
- 2017 – She's Gone
- 2017 – My Name
- 2017 – Chocolate
- 2018 – Doctor
- 2018 – Pain Is Beauty
- 2019 – I'm a Pop
- 2019 – Call
- 2019 – Never Grow Up
- 2020 – Voice Memo No.5
- 2020 – Picky
- 2020 – Angel
- 2020 – Holy Moly Holy Night (feat. SKY-HI)
- 2021 – Bijin
- 2021 – Harenchi
- 2021 – Sun
- 2022 – Tokyo 4AM
- 2022 – Don't Go (feat. Ash Island)
- 2022 – Mirror
- 2023 – You Just Walked in My Life
- 2023 – Death Anniversary
- 2023 – B-List
- 2023 – I'm Not Okay
- 2023 – Biscuit
- 2024 – Forgive Me
- 2024 – 20 (con Ash Island)
- 2024 – NG
- 2024 – Forever
- 2025 – Work Hard
- 2025 – I Hate This Love Song

### Singoli promozionali
- 2017 – Best Boy Friend
- 2017 – Friend Zone
- 2019 – Yesterday
- 2019 – Like This
- 2019 – Girls
- 2019 – You've Won
- 2020 – Never Grow Up [Acoustic Version]
- 2020 – Rainy Friday
- 2021 – Dahlia
- 2021 – Imagination
- 2023 – Bijin [Remix] (feat. Hawich)
- 2023 – Sunflower
- 2025 – Sad Song

### Collaborazioni
- 2016 – Daikirai (TeddyLoid feat. Chanmina)
- 2017 – Do U Wanna (Typewrite, Ymg, Lipstrom, Yurika feat. Chanmina)
- 2017 – Winner (Block B feat. Chanmina)
- 2017 – No Thanks Ya (Miyavi feat. Chanmina)
- 2018 – You Made Me (TeddyLoid feat. Chanmina)
- 2020 – #GirlsSpkOut (Taeyeon feat. Chanmina)
- 2020 – Best Friend (Saweetie feat. Doja Cat, Jamie and Chanmina)
- 2021 – Delicate Lip (Genie High featuring Chanmina)
- 2021 – Racin' (AK-69 feat. Chanmina)
- 2023 – Smiley [Japanese Version] (Yena feat. Chanmina)
- 2023 – World Dance (Ai feat. Chanmina)
- 2024 – This Hell [Gyarupi Remix] (Rina Sawayama feat. Chanmina)
- 2025 – ONIGIRI [Remix] (Thelma Aoyama feat. UVERworld & Chanmina)
- 2025 – Baka (pH-1 feat. Chanmina)

## Videografia
- 2016 – Princess
- 2016 – Daikirai (TeddyLoid feat. Chanmina)
- 2017 – Fxxker
- 2017 – Do U Wanna (Typewrite, Ymg, Lipstrom, Yurika feat. Chanmina)
- 2017 – Lady
- 2017 – Winner (Block B feat. Chanmina)
- 2017 – My Name
- 2017 – Friend Zone
- 2017 – Chocolate
- 2018 – Doctor
- 2018 – You Made Me (TeddyLoid feat. Chanmina)
- 2018 – Pain Is Beauty
- 2019 – I'm a Pop
- 2019 – Call
- 2019 – Never Grow Up
- 2020 – Voice Memo No.5
- 2020 – Picky
- 2020 – Angel
- 2020 – Rainy Friday
- 2020 – #GirlsSpkOut (Taeyeon feat. Chanmina)
- 2020 – Holy Moly Holy Night (feat. SKY-HI)
- 2021 – Bijin
- 2021 – Delicate Lip (Genie High featuring Chanmina)
- 2021 – Racin' (AK-69 feat. Chanmina)
- 2021 – Harenchi
- 2021 – Sun
- 2022 – Don't Go
- 2022 – Mirror
- 2023 – You Just Walked Into My Life
- 2023 – Sunflower
- 2023 – Death Anniversary
- 2023 – B-List
- 2023 – I'm Not Okay
- 2024 – Biscuit (Concept Video)
- 2024 – Forgive Me (Special Video)
- 2024 – 20 (con Ash Island)
- 2024 – NG
- 2025 – Work Hard